# Yakovlev Yak-14
Le Yakovlev Yak-14, en russe : « Яковлев Як-14 », code OTAN : « Mare », fut le plus gros planeur militaire d'assaut à entrer en service avec la force aérienne soviétique. Il fut présenté en 1949, soit quatre ans après la fin de Seconde Guerre mondiale, alors que ce type d'appareil était en train d'être délaissé par les autres forces aériennes.
En 1950, un Yak-14 devint le premier planeur à survoler le pôle Nord.

## Historique

### Conception et développement
Pendant la Seconde Guerre mondiale, l'Union soviétique n'utilisa que des planeurs relativement légers, comme les Gribovski G-11, Antonov A-7 et Kolesnikov-Tsibine KC-20, qui n'étaient pas en mesure de transporter des véhicules, des chars légers ou des pièces d'artillerie. Seulement après la guerre, les concepteurs soviétiques reçurent l'ordre de développer des planeurs de gabarit moyen, capables de transporter des charges lourdes ou encombrantes. En 1948 la force aérienne soviétique publia une spécification pour un gros planeur d'assaut demandé par le « VDV » (en russe : Воздушнодесантные Войска, signifiant « troupes aéroportées »), qui devait être capable d'emporter une charge utile de 3 500 kg, incluant des éléments massifs tels que des canons antichars ou des canons de campagne avec leurs équipages et leurs véhicules tracteurs associés. Par défaut, la capacité en hommes devait être de 35 soldats. Le bureau de conception de Yakovlev reçut l'ordre de concevoir un aéronef correspondant à ces besoins, malgré sa relativement faible expérience dans la conception d'appareils aussi volumineux,,.

### Tests
Le premier prototype effectua son premier vol en juin 1948 depuis Medvyezhe Ozero, près d'Omsk. Les tests officiels résultèrent en de nombreux changements appliqués à la conception de l'appareil, avec l'emploi d'une large dérive et l'ajout d'aérofreins pour réduire la distance d'atterrissage, tandis que la charge utile du planeur fut augmentée pour lui permettre d'emporter un canon d'assaut ASU-57. Après modifications, le Yak-14 effectua ses essais d'acceptation, d'août à septembre 1949, avec une production en série démarrant plus tard dans la même année.
Si quelques Yak-14 furent produits à Tchkalovsk, la majeure partie des 413 exemplaires de série furent produits à Rostov-sur-le-Don.
| Usine / Années de production     | 1948 | 1949 | 1950 | 1951 | 1952 | Total |
| -------------------------------- | ---- | ---- | ---- | ---- | ---- | ----- |
| Usine no 47 (Orenbourg)          | -    | -    | 13   | 79   | 60   | 152   |
| Usine no 168 (Rostov-sur-le-Don) | -    | 5    | 176  | 80   | -    | 261   |
| Usine no 168 (Dolgoproudny)      | 3    | 1    | -    | -    | -    | 4     |

## Caractéristiques
Le concept de Yakovlev, le Yak-14 était un monoplan à aile haute. Il avait une section de fuselage rectangulaire avec une structure en tubes d'acier et duralumin, recouverte de tissu. Pour faciliter les chargements et déchargements, le nez entier était articulé sur charnières et pivotait vers la droite, alors que la queue de l'appareil faisait de même mais en pivotant vers la gauche. Les deux pilotes étaient assis côte-à-côte dans un cockpit fermé au-dessus de la partie gauche du fuselage. Ils disposaient d'un écran qui utilisait un transmetteur installé dans l'avion-remorqueur pour montrer les positions relatives des deux avions lorsqu'ils volaient dans les nuages.
Les ailes étaient en duralumin et tissu et étaient reliées au fuselage par une barre de renfort unique de chaque côté. De grands volets à fentes était installés sur les bords de fuite des ailes, alors que l'appareil était doté d'un train d'atterrissage tricycle qui pouvait « s'agenouiller » — en relâchant de l'air contenu dans ses amortisseurs —, ce qui abaissait le fuselage et facilitait les opérations de chargement/déchargement. Cette technique était aussi utilisée pour effectuer des atterrissage courts en forçant le planeur à se poser sur des skis installés en position ventrale,.

## Carrière opérationnelle

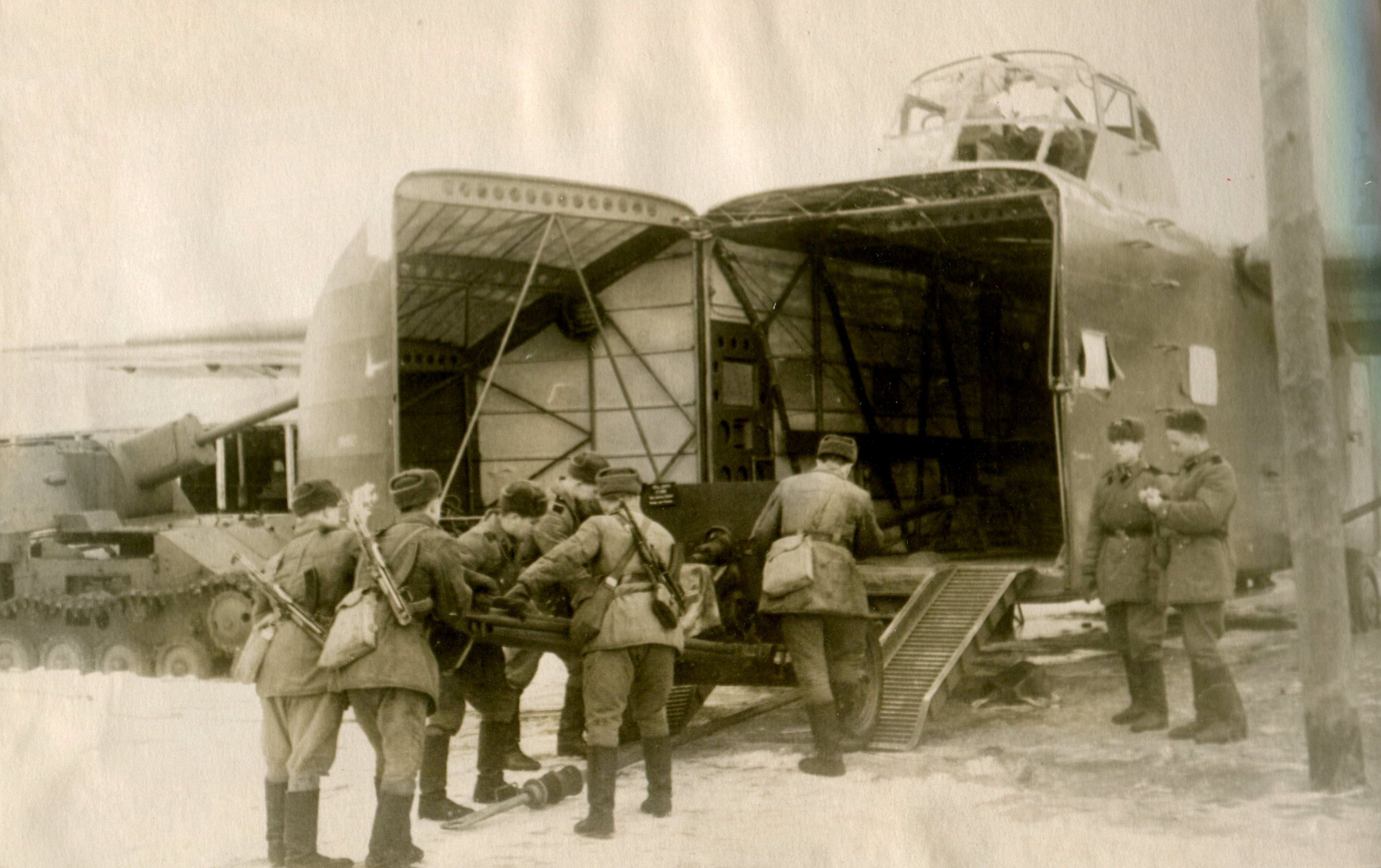
Chargement de canons de 76 mm dans un Yak-14, en 1967.

Le Yak-14 joua un rôle important dans l'armée soviétique pendant les années 1950, étant alors le seul moyen de transporter de grosses charges par la voie des airs vers des empl-acements éloignés de l'Union soviétique, tout en n'ayant pas à désassembler ces éléments lourds avant leur transport. L'appareil employé pour les remorquages était habituellement l'Iliouchine Il-12.
Un Yak-14 effectua un vol vers le pôle nord en 1950, alors qu'un autre exemple de la versatilité du planeur prit place en mars 1954, lorsque quatre Yak-14 effectuèrent un vol longue distance vers une station dérivante installée sur la banquise dans l'Océan Arctique, les provisions livrées incluant un gros bulldozer. Les planeurs partirent de Toula le 10 mars, avec plusieurs escales à Omsk, Krasnoïarsk, la péninsule Schmidt, sur l'île de Sakhaline tout à l'est de la Russie, avant d'atteindre la station SP-4 au début du mois d'avril, pendant une période de gel intense,.
Quelques exemplaires furent livrés à la Tchécoslovaquie au début des années 1950, qui les utilisa sous la désignation NK-14.
Les planeurs de transport de la force aérienne soviétique furent progressivement retirés du service, avec l'arrivée d'avions de transport à turbopropulseurs, tels l'Antonov An-12, qui entrèrent en service à la fin des années 1950.

## Versions
- Yak-14 : (en russe : « Як-14 ») Version de production de base ;
- Yak-14M : (en russe : « Як-14M ») Version à la charge utile augmentée, produite à partir de 1951 ;
- NK-14 : Pour « Nakladni kluzak », signifiant « planeur cargo » en tchèque. Désignation donnée aux Yak-14 livrés à la Tchécoslovaquie.

## Utilisateurs
- Tchécoslovaquie :
  - Force aérienne tchécoslovaque (en).
- Union soviétique :
  - Forces aériennes soviétiques.

## Spécifications techniques
Données de Yakovlev Aircraft since 1924
Caractéristiques générales
- Équipage : 2 pilotes
- Capacité : 35 soldats
- Charge utile : 3 500 kg
- Longueur : 18,44 m
- Envergure : 26,17 m
- Surface alaire : 83,35 m2
- Masse à vide : 3 082 kg

 Performances 
- Vitesse à ne jamais dépasser : 300 km/h (vitesse de remorquage maximale)
- Vitesse de croisière : 145 km/h (vitesse de planage optimale)